# گوردونسییو
گوردونسیلو (به اسپانیایی: Gordoncillo) یک دهستان اسپانیا است که در استان لئون، اسپانیا واقع شده‌است.

## خصوصیات
گوردونسیلو ۲۳٫۳۶ کیلومترمربع مساحت و ۴۹۹ نفر جمعیت دارد و ۷۴۷ متر بالاتر از سطح دریا واقع شده‌است.